# يوريكا كوبو
يوريكا كوبو (باليابانية: 久保 ユリカ) مواليد 28 مايو 1989 في نارا، اليابان، هي مؤدية أصوات ومغنية وعارضة أزياء يابانية.

## أعمال

### أنمي
- الرغيف العجيب
- القناص
- كوتورا-سان - هيوري موريتاني

## وصلات خارجية
- يوريكا كوبو على موقع IMDb (الإنجليزية)
- يوريكا كوبو على موقع ميوزك برينز (الإنجليزية)
- يوريكا كوبو على موقع أول ميوزيك (الإنجليزية)
- يوريكا كوبو على موقع ديسكوغز (الإنجليزية)
- يوريكا كوبو على موقع قاعدة بيانات الفيلم (الإنجليزية)
- يوريكا كوبو على موقع كينوبويسك (الروسية)
- يوريكا كوبو على موقع ANN person (الإنجليزية)

1. ↑  MusicBrainz (بالإنجليزية), MetaBrainz Foundation, QID:Q14005